# Баннут, Самир
Самир Баннут (англ. Samir Bannout; род. 7 ноября 1955 года, Бейрут, Ливан) — ливанский и американский бодибилдер и актёр, обладатель титула «Мистер Олимпия» (1983). Имя иногда пишется как Самир Банну.

## Спортивная карьера
Самир достаточно рано начал заниматься бодибилдингом — первые тренировки начались в 14 лет. Быстрый рост мускулатуры и практически идеальные пропорции были заметны с первых месяцев тренировок, что быстро развивало интерес Баннута к бодибилдингу. Первый тренировочный зал он оборудовал прямо на крыше собственного дома. Уже через шесть месяцев тренировок Баннут выиграл Ливанский чемпионат юниоров, что ещё сильнее подогрело его энтузиазм.
Вскоре Самир переехал из Ливана в США. Карточку профессионала IFBB получил в 1979 году после победы на любительском чемпионате мира в Монреале. В 1983 году ему покорился главный титул бодибилдинга — Мистер Олимпия.
Однако после столь блистательного триумфа карьера Самира подходила к своему закату. В 1984 Самир был на 3 года отстранен IFBB от соревнований, проводимых федерацией из-за конфликта с одним из её функционеров. В дальнейшем ему не удалось одержать серьёзных побед. Баннут ушёл из профессионального бодибилдинга в 1996 году. Таким образом, его спортивная карьера продолжалась 17 лет.
В 2002 году Баннут занял заслуженное место в Зале Славы IFBB.

## Личная жизнь
Сейчас Самир Баннут живёт в Лос-Анджелесе вместе с женой и детьми.

## Роли в кино
- 1994 — Няньки / Twin Sitters — бодибилдер

## История выступлений
- Соревнование	Место
- Флорида Про Мастерз 2011	11 в категории Мастера 40+
- Мистер Олимпия 1996	6
- Гран При Англия 1994	15
- Гран При Германия 1994	13
- Гран При Испания 1994	12
- Гран При Италия 1994	12
- Мистер Олимпия 1994	—
- Сан-Франциско Про 1993	10
- Арнольд Классик 1993	13
- Айронмен Про 1993	15
- Сан-Хосе Про 1993	10
- Мистер Олимпия 1992	—
- Гран При Германия 1992	11
- Мистер Олимпия 1991	—
- Арнольд Классик 1990	дисквалифицирован
- Гран При Англия 1990	6
- Гран При Италия 1990	6
- Гран При Финляндия 1990	5
- Мистер Олимпия 1990	8
- Питсбург Про 1990	1
- Хьюстон Про 1990	3
- Арнольд Классик 1989	4
- Гран При Германия 1989	5
- Гран При Голландия 1989	5
- Гран При Испания 1989	5
- Гран При Испания 1989	5
- Гран При Финляндия 1989	6
- Гран При Франция 1989	8
- Гран При Швеция 1989	3
- Мистер Олимпия 1989	9
- Мистер Олимпия 1988	8
- Гран При Англия 1988	10
- Гран При Италия 1988	9
- Гран При Канада 1984	5
- Гран При Мир 1984	5
- Мистер Олимпия 1984	6
- Мистер Олимпия 1983	1
- Гран При Швеция 1982	2
- Мистер Олимпия 1982	4
- Ночь чемпионов 1981	10
- Гран При Калифорния 1981	7
- Гран При Новая Англия 1981	6
- Мистер Олимпия 1981	9
- Ночь чемпионов 1980	10
- Гран При Калифорния 1980	4
- Гран При Пенсильвания 1980	7
- Мистер Олимпия 1980	15
- Питсбург Про 1980	—
- Гран При Канада 1979	—
- Чемпионат Мира любительский 1979	1 в категории Полутяжёлый вес
- Мистер Интернэшнл 1978	2 в категории Средний вес
- Мистер Интернэшнл 1977	2 в категории Средний вес
- Мистер Юниверс 1976	12 в категории до 90 кг
- Мистер Юниверс 1974	7 в категории средний рост

## Самир Баннут в профессиональных рейтингах
- Место	Рейтинг	Дата рейтинга
- 91	Рейтинг мужчин профессионалов IFBB по бодибилдингу 1998 года	10.06.1998

## Антропометрические данные
- рост — 173 см;
- вес:
  - соревновательный — 90 кг;
  - в межсезонье — 98 кг;
- бицепс — 52 см;
- талия — 75 см;
- голень — 48 см.